# Штурмовая группа

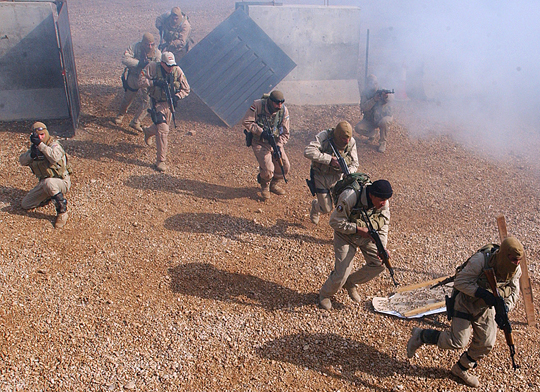
Команда иракского отряда SWAT на учениях в 2006

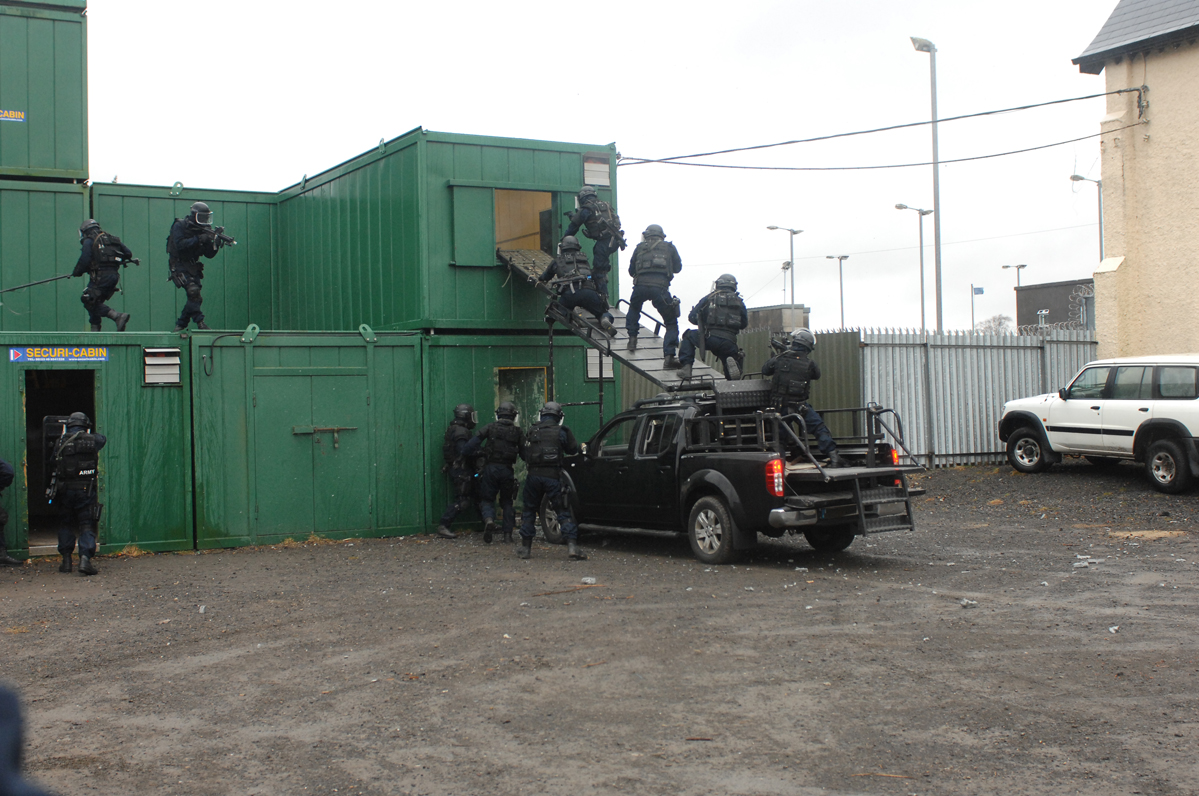
Штурмовая группа крыла армейских рейнджеров Ирландии

Штурмовые воинские подразделения (штурмовая группа, штурмовой отряд, отряд штурма и разграждения) — временное или постоянное формирование (группа) в вооружённых силах или спецслужбах государств, предназначенное для блокирования и уничтожения отдельных опорных пунктов и долговременных огневых сооружений противника при их штурме или при захвате преступников и террористов. Тактическая единица в условиях городского боя.
Состав штурмовых групп формирований вооружённых сил зависит от характера подлежащих захвату или разрушению долговременных огневых точек, сооружений, зданий, а также тактических свойств местности, на которой предстоит действовать. Штурмовые группы (спецорган) широко применяются специальными подразделениями при выполнении антитеррористических операций.

## История
Впервые были созданы и применялись немецким командованием по предложению генерала Эриха Людендорфа в Первой мировой войне. В них входили подготовленные пехотинцы, вооружённые автоматическим оружием, гранатами и взрывчаткой. Под прикрытием артиллерии штурмовые группы приближались к окопам противника, забрасывали его гранатами и вступали в ближний бой, прорывая оборону противника. Использовалась передовая для своего времени тактика. Германские штурмовые части прекрасно себя зарекомендовали в боях.
С конца 1915 года «штурмовые взводы» («взводы гренадер»), к которым были прикреплены инструкторы-сапёры, появились во всех пехотных и гренадерских полках Русской армии. Взвод состоял из одного офицера, четырёх унтер-офицеров, 48 нижних чинов. Вооружались и экипировались гренадеры «касками Адриана», карабинами (офицеры револьверами), кинжалами-бебутами, 7—8 гранатами, которые носились в специальных брезентовых чехлах, надеваемых крест-накрест через плечо, стальными щитами (не менее одного на двух гренадер). Каждый взвод должен был иметь по два бомбомёта. Роль штурмовых частей в ходе войны росла, они применялись в Нарочской и Барановичской операциях, в ходе Брусиловского прорыва.

…приказываю сформировать из них при каждой роте особые команды бомбометателей (тем более что) … безоружных… по недостатку винтовок имеется достаточное число в каждой дивизии … (В них) избирать людей смелых и энергичных, вооружить каждого десятью гранатами, удобно повешенными на поясе, и топорами произвольного образца, а также снабдить каждого лопатой, по возможности большой, и ручными ножницами для резки проволоки.— Приказ по 5-й Армии № 231 от 4 октября 1915 года.
Подразделения гренадер использовались для ближнего боя в условиях окопной войны. Отсутствие тяжёлого вооружения в мелких подразделениях и реалии боёв привели к замене взводного состава на более крупный и «штурмовые взводы» к 1917 году уступили место «штурмовым батальонам».
Появились штурмовые части и в армиях других основных воюющих держав: с осени 1916 года в Австро-Венгрии, с 1917 года в Италии (где получили известность под наименованием «Ардити»), в 1918 года в Великобритании.
Во Второй мировой войне тактика штурмовых групп была усовершенствована, они стали носить смешанный характер — в группу входили стрелки, сапёры, огнемётчики, одно-два лёгких орудия для стрельбы прямой наводкой. Использование штурмовых групп в ближнем бою позволяло немецким войскам преодолевать полевую оборону и укрепленные районы, обеспечивая продвижение моторизованных боевых групп танковых дивизий. Эта тактика использовалась немцами в ходе быстрого продвижения по территории Польши, в блицкриге в Европе в 1940 году, на Балканах и в Греции, в сражениях в Северной Африке, на Восточном фронте и в заключительных сражениях на Западном фронте.
Широко применялись штурмовые группы и советскими войсками, начиная с боёв за Сталинград, массовый характер их применение получило в 1944—1945 годах при освобождении городов СССР и Европы от германских войск и войск их сателлитов (например, штурм Познани, штурм Кёнигсберга, штурм Берлина). Так, для штурма того или иного объекта части 62-й армии при защите Сталинграда выделяли штурмующие группы, группы закрепления и резерв, эти три боевых коллектива и составляли одно целое — штурмовую группу городского боя.

Указание частям 3-й гвардейской стрелковой Волновахской Краснознаменной дивизии № 0590/оп в дополнение к ранее данным указаниям по подготовке штурмовых групп (1 ноября 1944 г.).

КОМАНДИРАМ ПОЛКОВ 3 ГВАРДЕЙСКОЙ СТРЕЛКОВОЙ ВОЛНОВАХСКОЙ КРАСНОЗНАМЕННОЙ ДИВИЗИИ

В дополнение к ранее данным указаниям по подготовке штурмовых групп командир дивизии ПРИКАЗАЛ:

1. В каждом стрелковом батальоне создать штурмовую группу в составе: стрелковая рота, отделение разведчиков, отделение сапёров, отделение химиков, взвод 45-мм орудий, два станковых пулемёта.

2. Для удобства действий штурмовых групп расчленить их при выполнении боевых задач на следующие подгруппы: разграждения, блокировочную, прикрытия и захвата.

В подгруппу разграждения выделить сапёров, три — пять автоматчиков; подгруппу обеспечить кошками с верёвками, щупами, ножницами для резки проволоки, свистками, топорами малыми, малыми пехотными лопатами, удлиненными зарядами ВВ по три килограмма, указками для обозначения проходов.

В блокировочную подгруппу выделить 3-4 сапёра с универсальными зарядами, противотанковыми минами или противотанковыми гранатами для взрыва сооружения или для забрасывания его гранатами через амбразуру, до взвода стрелков для подноски противотанковых мин, взрывчатых веществ и бутылок с горючей смесью, 2-3 химика.

В подгруппу прикрытия выделить приданные штурмовой группе тяжёлые огневые средства (противотанковые ружья, 45-мм орудия, станковые пулемёты).

Подгруппу прикрытия снабдить свистками, ракетницами.

В подгруппу захвата выделить взвод стрелков, отделение разведчиков, 2-3 химика, 2-3 сапёра.

Подгруппу захвата вооружить гранатами, ножами, термитными шарами, бутылками с горючей смесью, дымовыми ручными гранатами.

3. Командирам частей ежедневно не менее 4 часов проводить со штурмовыми группами тренировочные занятия, на которых отработать вопросы наступления штурмовой группы, атаки ДОТ, ДЗОТ противника, методы уничтожения ДОТ, ДЗОТ.

4. Состав штурмовых групп представить в штаб дивизии к 10.00 2.11.44 г.
Начальник штаба дивизии (подпись) № 0590/оп 1.11.44 г.

## Штурмовые воинские формирования в СССР

### Вторая мировая война

#### Штурмовые инженерно-сапёрные бригады
В ВС СССР существовали крупные штурмовые формирования, а именно соединения инженерных войск (штурмовая инженерно-сапёрная бригада), некоторые представлены ниже: 
- 1-я гвардейская штурмовая инженерно-сапёрная Могилёвская Краснознамённая ордена Кутузова бригада
- 1-я штурмовая инженерно-сапёрная Смоленская Краснознамённая орденов Суворова и Кутузова комсомольская бригада
- 2-я штурмовая инженерно-сапёрная Рогачёвская Краснознамённая ордена Суворова бригада
- 3-я штурмовая инженерно-сапёрная Неманская ордена Кутузова бригада
- 4-я штурмовая инженерно-сапёрная Духовщинская Краснознамённая ордена Суворова бригада
- 5-я штурмовая инженерно-сапёрная Витебско-Хинганская Краснознамённая бригада
- 6-я штурмовая инженерно-сапёрная Уманская Краснознамённая бригада
- 7-я штурмовая инженерно-сапёрная Ровенская бригада
- 8-я штурмовая инженерно-сапёрная Волковысская бригада
- 9-я штурмовая инженерно-сапёрная Новгородско-Хинганская Краснознамённая ордена Кутузова бригада
- 10-я штурмовая инженерно-сапёрная Витебская Краснознамённая бригада
- 11-я штурмовая инженерно-сапёрная Запорожско-Будапештская Краснознамённая орденов Кутузова и Богдана Хмельницкого бригада
- 12-я штурмовая инженерно-сапёрная Мелитопольская Краснознамённая орденов Суворова, Кутузова и Красной Звезды бригада
- 13-я штурмовая инженерно-сапёрная Хинганская бригада
- 14-я штурмовая инженерно-сапёрная Александрийская Краснознамённая ордена Суворова бригада
- 15-я штурмовая инженерно-сапёрная Винницкая Краснознамённая ордена Богдана Хмельницкого бригада
- 16-я штурмовая инженерно-сапёрная Рава-Русская орденов Кутузова, Богдана Хмельницкого и Красной Звезды бригада
- 17-я штурмовая инженерно-сапёрная Гатчинская дважды Краснознамённая бригада
- 18-я штурмовая инженерно-сапёрная Ковельская бригада
- 19-я штурмовая инженерно-сапёрная Двинская бригада

#### Отдельные штурмовые стрелковые батальоны
Появились в 1943 году. Формировались из военнослужащих рядового и командно-начальствующего состава, находившихся длительное время на территории, оккупированной противником (в плену, в окружении) (Приказ № Орг/2/1348 от 01.08.1943) и тем самым потенциально находящихся под подозрением в возможном сотрудничестве с врагом. Срок пребывания — два месяца участия в боях, либо до награждения орденом за проявленную доблесть в бою или до первого ранения, после чего личный состав при наличии хороших аттестаций мог быть назначен в полевые войска на соответствующие должности. Переменный состав не лишался воинских званий, так как не был осуждён трибуналом, но при этом все бойцы переменного состава были рядовыми солдатами-«штурмовиками». Чаще всего туда попадали бойцы, освобождённые из плена после соответствующих фильтрационных мероприятий (см. Приказ № Орг/2/1348 от 01.08.1943).
12 отдельный штурмовой стрелковый батальон (12 ошсб)
В июне 1944 года, в ходе подготовки к большому штурму линии «Пантера», 3-й Прибалтийский фронт решил провести частную наступательную операцию по захвату Баевского и Вощининского узлов обороны противника. 23 – 24 июня 1944 года на участке 239-й стрелковой дивизии 123-го стрелкового корпуса 67-й армии 3-го Прибалтийского фронта наступал 12-й отдельный штурмовой стрелковый батальон (12 ошсб), в котором сражались «искупавшие свою вину» «штурмовики» - военнослужащие с судьбами похожими на судьбы «штрафников». Севернее, на участке 326-й стрелковой дивизии 119-го стрелкового корпуса 67-й армии 3-го Прибалтийского фронта, в этой частной наступательной операции, параллельно в первом эшелоне наступающих шёл 14 отдельный штрафной батальон. В первых рядах противника, советским «штурмовикам» и «штрафникам» противостоял немецкий штрафной батальон, который противник также бросил в бой.

## В массовой культуре

### 
- Немецкий художественный фильм 1934 года «Штурмовой батальон 1917»
- Песня «Stormtroopers» в тематическом альбоме The War to End All Wars, посвящённом Первой Мировой войне, шведской пауэр-метал группы «Sabaton», релиз которого состоялся 4 марта 2022 года.